# Oeschenbach
Oeschenbach är en kommun i distriktet Oberaargau i kantonen Bern, Schweiz. Kommunen har 222 invånare (2023).
Kommunen består av friliggande gårdar. Kommunens förvaltning ligger i byn Bleuen. Själva Oeschenbach är en by med knappt tio hus. 